# Sphenomorphus sarasinorus
Sphenomorphus sarasinorus este o specie de șopârle din genul Sphenomorphus, familia Scincidae, descrisă de Boulenger 1897. Conform Catalogue of Life specia Sphenomorphus sarasinorus nu are subspecii cunoscute.